# Calçoene
Calçoene là một đô thị thuộc bang Amapá, Brasil. Đô thị này có diện tích 14269 km², dân số năm 2007 là 7703 người, mật độ 0,51 người/km².